# 累積投票
累積投票（るいせきとうひょう、英：cumulative voting）とは、複数人の当選者を決める選挙方法である。選挙人は複数の票を投票できるが、連記投票とは異なり、1人の候補に対して複数の票を投票することができる。

## 概説
累積投票においては、各選挙人は複数の票が与えられる。選挙人は、この複数の票を候補者達に対して任意に分配して投票することができる。すなわち、累積投票においては、一部の票を同一人に重複して投票することができる。特に、持っている票のすべてを1人の候補に対して集中して投票することもできる。当選者は、相対的な得票数の多い順に決定する。
| |  |  |
| 上記のようなポイント式は、もっともよく使われている。選挙人は縦の列ごとに1つだけマークすることができる。 |  |  |

## 歴史
累積投票はJames Garth Marshallによって推進され、1953年にケープ植民地の第二院において採用された。また、イリノイ州下院において、1870年から1980年に廃止されるまで用いられた。また19世紀後半のイングランドにおいて教育委員の選出に用いられた。
2012年３月現在、5０を超えるアメリカ合衆国の自治体が累積投票を用いているが、これらはすべて投票権法 (1965年)の下で起こされた訴訟の結果である。このような自治体の中には、市議会の半数を選ぶイリノイ州ピオリア、郡議会および教育委員会を選ぶ アラバマ州チルトン郡 、および教育委員会および大学理事会を選ぶ テキサス州アマリロなどがある。
裁判所は、投票権法の下で起こされた訴訟において、投票権法違反の是正として累積投票法の使用を命じることがあった。その一例は、2009年のニューヨーク州ポートチェスターの例であり、2010年に最初の累積投票を評議員会について行った。

## 特徴
累積投票の特徴は、選挙人の過半数以下の少数派にも代表を選出する権利を与えるところにある。実際、n 議席を選出する選挙では、全有権者の保有する票が均等な場合、全有権者の1/n+1を超える集団は、1人の候補へ票を集中させることによって、集団外の有権者の行動にかかわらず、必ず1人の当選者を出すことができる。したがって、累積投票は、少数代表制に分類される。
林田亀太郎は、単記非移譲式投票を日本の衆議院選挙に導入するにあたって、イリノイ州の累積投票を参考にした。

## 使用

Corporate ballot

### 株式会社による取締役の選任
累積投票は株式会社における取締役選任で用いられることがある。
日本の会社法342条は、累積投票による取締役の選任について定めている。それによれば、複数の取締役の選任にあたっては、定款に別段の定めがあるときを除き、株主からの請求があった場合、1株につき選任する取締役の数と同数の票を持つ累積投票によって取締役が選出される。ただし、日本の企業の多くは定款によって累積投票を排除している。
日本の株式会社の累積投票は、アメリカ法の影響を受けた1950年の商法改正によって導入された。導入当初から1974年に改正されるまでの間は、定款による絶対的排除は認められておらず、発行株式の1/4 を所有する株主の請求に対してはこれに応じなけらばならなかった。

### 公的機関
アメリカ合衆国のいくつかの自治体において累積投票は使用されている。イリノイ州下院においては、1870年から1980年まで、3人選出の選挙区において、1人3票の累積投票によって議員が選出されていた。